# Лезгины в Турции
Лезги́ны в Ту́рции (лезг. Лезгияр Усманийада, тур. Lezgiler Türkiye'de) — часть лезгинского этноса проживающие на территории Турции. Являются национальным меньшинством, в основном представленное потомками мухаджиров из современного Южного Дагестана и Северного Азербайджана второй половины XIX века. Подавляющее большинство в качестве родного языка говорит на лезгинском языке. По вероисповеданию — мусульмане-сунниты.

## История

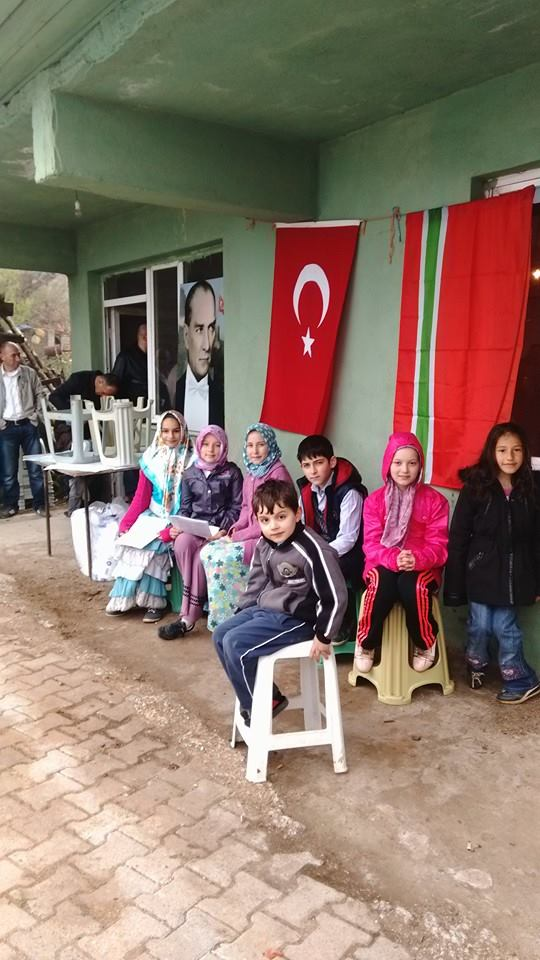
Лезгинские дети в Турции (2015)

После поражения в Кавказской войне (1817—1864) перед горцами стояла сложная дилемма: смириться с существующим порядком вещей, либо выбрать другой путь — стать мухаджиром. Современная Турция стала основным центром миграции для дагестанцев.
В истории кавказского мухаджирства выделяют до шести этапов:
1. вторая половина 1850-х гг.;
2. первая половина 1860-х гг.;
3. вторая половина 1860-х — начало 1870-х гг.;
4. 1870-е гг.;
5. 1880-е и начало 1890-х гг.;
6. вторая половина 1890-х — 1920-е гг.

## Расселение

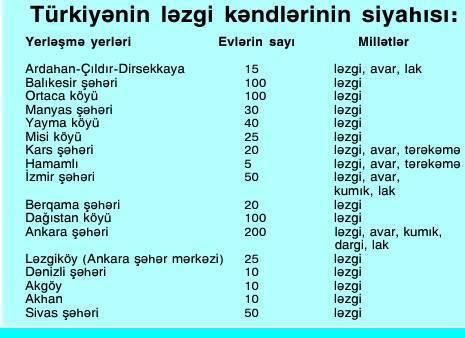
Лезгинские села Турции

Сегодня в Турции лезгины проживают в населенных пунктах Ортажа(лезг. Кӏирне), Яйлакёй (Балакесир вилайат), Дагестан (около Бергамы), Гюнейкин (около Яловы), Финдиджак (около Измира), Каялипинар, Эмилрлер, Селимие, Османие, Султание (в провинции Сивас) также проживают в Иршадие, Бурса, Измир, Стамбул, Анкара и других крупных городах.

## Известные лезгины Турции
- Эмре Белёзоглу (род. 1980) — турецкий футболист, Игрок клуба «Фенербахче» и сборной Турции. Включён в список ФИФА 100[4].
- Мехмет Реджеп Пекер (1889–1950) — турецкий военный и государственный деятель, лезгинского происхождения, премьер-министр Турции (1946–1947).
- Мухаммет Реджеп Пекер (1952–2010) — генеральный консул Турции в г. Сидней.
- Фарук Пекер (род. 1956) — актёр театра и кино.
- Хусейн Наиль Кубали (1903–1981) —  учёный-юрист и поэт, кандидат юридических наук (1928), доктор философии (Ph.D.), профессор (1943), декан юридического факультета Стамбульского университета (1948–1960), директор Юридического института при Стамбульском университете (1949–1973). Общественный, государственный и политический деятель Турции.
- Али Нихад Тарлан (1898–1978) — турецкий историк, поэт и литературовед лезгинского происхождения[5].
- Мехмед Ферди Эсер (род. 1929) — турецкий поэт и литературовед лезгинского происхождения.
- Кемаль Явуз (1934-2013) — турецкий генерал, до увольнения в запас был командующим 2-й турецкой армии.
- Хакан Эсер — бригадный генерал (tuğgeneral paşa) турецкой армии, сын поэта Мехмед Ферди Эсера.
- Ахмет Чиндорук — спикер парламента Турции с 1991 по 1995 год[6].